# Horrorland
Horrorland è una serie di libri per ragazzi di ambientazione horror dell'autore statunitense R. L. Stine, che fa parte della più ampia collana Piccoli brividi. La saga Piccoli Brividi Horrorland è stata scritta a partire dal 2008, a distanza di otto anni dalla pubblicazione dell'ultimo numero dell'originale serie Piccoli Brividi, Il fantasma nello specchio, ed è ispirata dal parco divertimenti a tema pauroso creato da Stine stesso, Horrorland (dai libri Una giornata particolare e Ritorno a Horrorland).

## Struttura della serie
La serie era stata annunciata inizialmente composta da 12 volumi ed è per la struttura dei loro libri che è stato aggiunto la parola "Horrorland" al nome della serie. Infatti i primi dieci sono suddivisi in due parti: nella prima ha luogo l'avventura del/della protagonista con annessa introduzione dell'antagonista mentre nella seconda parte il protagonista si ritrova nel parco divertimenti come "Ospite Molto Speciale". La parte di ogni libro ambientata ad Horrorland consiste in un capitolo della storia a sorpresa dove tutti i protagonisti delle storie, man mano che arrivano, si ritrovano a vivere un'avventura insieme, e che termina nei volumi 12 e 13, interamente ambientati ad Horrorland.
Negli Stati Uniti i primi dodici libri sono stati annunciati con i seguenti dettagli:
La nuova serie sarà un'esperienza coinvolgente, un bentornato ai fan di HorrorLand, un vasto parco a tema che RL Stine descrive come "il luogo più spaventoso della Terra." La nuova serie sarà un'avventura a puntate. Nel primo libro infatti, La Vendetta di Badboy, la storia non terminerà nella pagina finale ma proseguirà sia in Internet che nei libri fino al #12, ognuno dei quali può anche stare in piedi da solo. I primi dieci libri di HorrorLand saranno tutti caratterizzati dall'introduzione di nuovi volti spaventosi e dal ritorno di alcuni dei più vili cattivi della serie originale. Ragazzi normali vengono chiamati a HorrorLand... ma perché? I lettori seguiranno l'avventura del cast di personaggi intrappolati nel parco a tema, la quale si farà sempre più grande e complessa con l'avanzare di ogni libro con la situazione diventerà sempre più pericolosa.I libri 11 e 12 si svolgeranno interamente a HorrorLand. Chi, o cosa, c'è dietro il complotto malvagio che ha unito tutti insieme questi ragazzi? La risposta sarà rivelata nel libro finale.
Poco dopo il debutto dei libri # 1 e # 2, la Scholastic (la casa editrice dei Piccoli Brividi in America) rimetterà in commercio i dieci titoli più venduti della serie originale Piccoli Brividi che legano con ogni nuova storia come si svolge in HorrorLand. Nel mese di Aprile sarà lanciato sito web dedicato ai Piccoli Brividi HorrorLand (www.enterhorrorland.com) che, con la pubblicazione di ogni libro, sarà di ulteriore aiuto alla narrazione e fornirà corrispondenti indizi per aiutare i lettori a scoprire i segreti di HorrorLand. Inoltre, il sito web offrirà ai lettori materiale originale riguardo HorrorLand non disponibile nei libri, tra cui dieci storie disponibili solo in internet, bonus da scaricare, giochi interattivi e altro ancora.
Ogni libro ha due storie. Lo scopo della prima, che occuperà la maggior parte del libro, è quello di introdurre antagonisti e protagonisti; la seconda storia mostra che cosa accade ai protagonisti quando arrivano a HorrorLand e si uniscono con gli altri personaggi. I due libri finali della serie servono per concludere il complotto di 'HorrorLand' in un'unica trama culminante.
Sempre la Scholastic rilascerà, in concomitanza alla pubblicazione di ogni libro di Horrorland, uno dei classici Piccoli Brividi rifatti con nuovi rivestimenti e contenenti materiali bonus. Sono noti come "Edizioni da Collezionisti" e infatti sono commercializzati con il titolo di "Goosebumps Classic". Dal momento che non tutti i Piccoli Brividi HorrorLand sono collegati a libri classici, alcune delle ristampe riguardano la trama in corso di Enter Horrorland, o sono semplicemente ristampe di bestseller. Ad esempio, "La Sfera di Cristallo" è una ristampa Classica perché il personaggio Clarissa è stata utilizzata come base per la cartomante manichino di HorrorLand, Madame Doom.
Ci sono stati alcuni scostamenti dal progetto originale. Il decimo libro non ha avuto luogo esclusivamente a HorrorLand e le riedizioni dei Goosebumps Classic sono proseguite oltre la decima, probabilmente a causa del loro successo di vendite. Infine, poco prima della pubblicazione del dodicesimo e conclusivo capitolo della serie, è stato rivelato che verrà pubblicato un nuovo arco narrativo, della durata di sette libri, quindi portando il totale della serie a diciannove. Il tutto sarebbe iniziato nel 2010. Ciò è stato confermato nella parte posteriore della guida di sopravvivenza, in cui c'era una anteprima dei primi tre capitoli. Nel maggio 2010, Stine ha rivelato tramite un'intervista video che aveva appena accettato di scrivere altri ulteriori sei libri della serie, per un totale di venticinque, e che non era ancora venuto fuori con qualche idea per loro (la futura serie "La galleria degli Orrori").
I libri nella versione americana includono anche un fascicolo contenente del materiale legato al sito EscapeHorrorLand.

## Illustrazioni
Le copertine di tutti i capitoli tradotti in italiano sono realizzate dall'illustratore Brandon Dorman.

## Elenco dei libri
HorrorLand
1. La vendetta di Badboy (Revenge of the Living Dummy)
2. Brividi dagli abissi (Creep from the deep)
3. Sangue di mostro per colazione (Monster Blood from breakfast)
4. L'urlo della maschera maledetta (Scream of the haunted mask)
5. Il diabolico dottor Maniac (Doctor Maniac vs. Robby Schwartz)
6. Le mummie viventi (Who is your mummy?)
7. Gli amici mi chiamano Mostro (My friends call me Monster)
8. Sorridi... e preparati a morire! (Say Cheese and die - Screaming!)
9. Brivido strisciante (Welcome to Camp Slither)
10. Ti leggo nel pensiero (Help! We have strange powers!)
11. Il labirinto della mezzanotte  (Escape from Horrorland)
12. Panic Park (The Street of Panic Park)
13. Ululato di sangue (When the ghost dog howls)
14. Il criceto che uccide (Little shop oh hamsters)
15. Scommessa con la morte
16. Dolcetto o Scherzetto? (Weirdo Halloween)
17. Fumetto Mortale (The Wizard of Ooze)
18. La pagherai cara (Slappy New Year!)
19. Caccia al Tesoro Mortale (The Horror at Chiller House)

La Galleria degli Orrori
1. Artigli! (Claws!)